# Medal Bohdana Paczyńskiego
Medal Bohdana Paczyńskiego – nagroda przyznawana przez Polskie Towarzystwo Astronomiczne (PTA) za wybitne osiągnięcia w dziedzinie astronomii i astrofizyki. Mogą ją otrzymać naukowcy polscy oraz zagraniczni. Nagroda została ustanowiona podczas zjazdu towarzystwa w Gdańsku, który odbył się w dniach 11–14 września 2011 roku. Nagroda nosi imię Bohdana Paczyńskiego, wybitnego polskiego astronoma, który żył w latach 1940–2007.

## Laureaci
- 2013: Martin Rees – medal przyznany podczas zjazdu PTA w Warszawie, który odbył się w dniach 11–14 września 2013 r.[2]
- 2015: George W. Preston – medal przyznany podczas zjazdu PTA w Poznaniu, który odbył się w dniach 7–10 września 2015 r.[3]
- 2017: Aleksander Wolszczan – medal przyznany podczas zjazdu PTA w Zielonej Górze, który odbył się w dniach 11–14 września 2017 r.[4]
- 2019: Wojciech Dziembowski – medal przyznany podczas zjazdu PTA w Olsztynie, który odbył się w dniach 8–12 września 2019 r.[5]
- 2021: Romuald Tylenda – medal przyznany podczas zjazdu PTA, który odbył się w dniach 13–17 września 2021 r.[6]
- 2023: Marek Abramowicz – medal przyznany podczas zjazdu PTA w Toruniu, który odbył się w dniach 11–15 wrześniu 2023 r.[7]